# Višňová (district de Liberec)
Pour les articles homonymes, voir Višňová.
Višňová (en allemand : Böhmisch Weigsdorf ) est une commune du district et de la région de Liberec, en République tchèque. Sa population s'élevait à 1 331 habitants en 2021.

## Géographie
Višňová se trouve à 7 km au nord-ouest de Frýdlant, à 23 km au nord de Liberec et à 108 km au nord-nord-est de Prague.
La commune est limitée par Černousy au nord, par Pertoltice et Bulovka à l'est, par Frýdlant et Kunratice au sud, et par la Pologne à l'ouest.

## Histoire
La première mention écrite du village date de 1334.

## Administration
La commune se compose de neuf sections :
- Andělka
- Filipovka
- Loučná
- Minkovice
- Poustka
- Předlánce
- Saň
- Víska
- Višňová

## Galerie

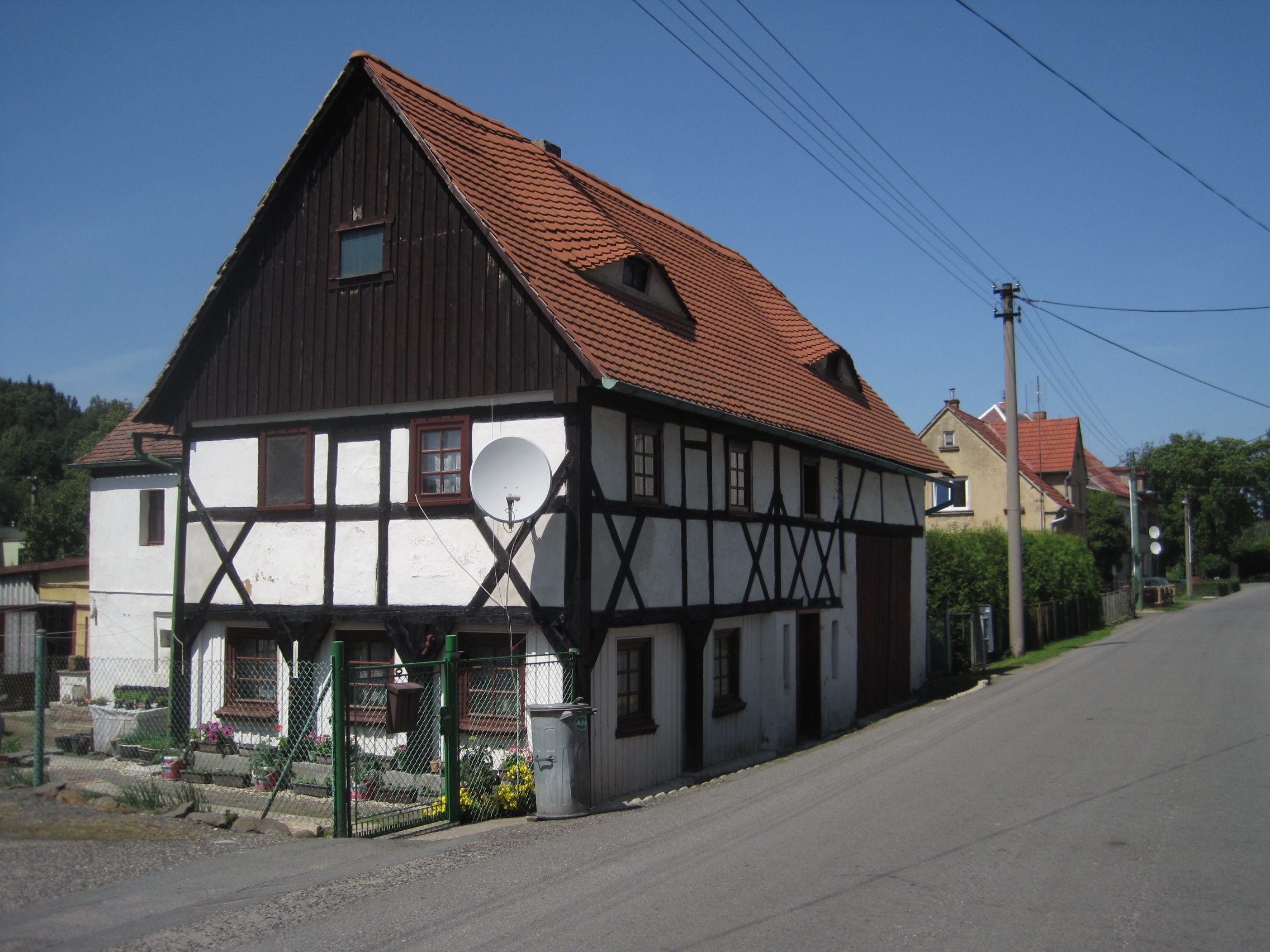
Architecture traditionnelle.
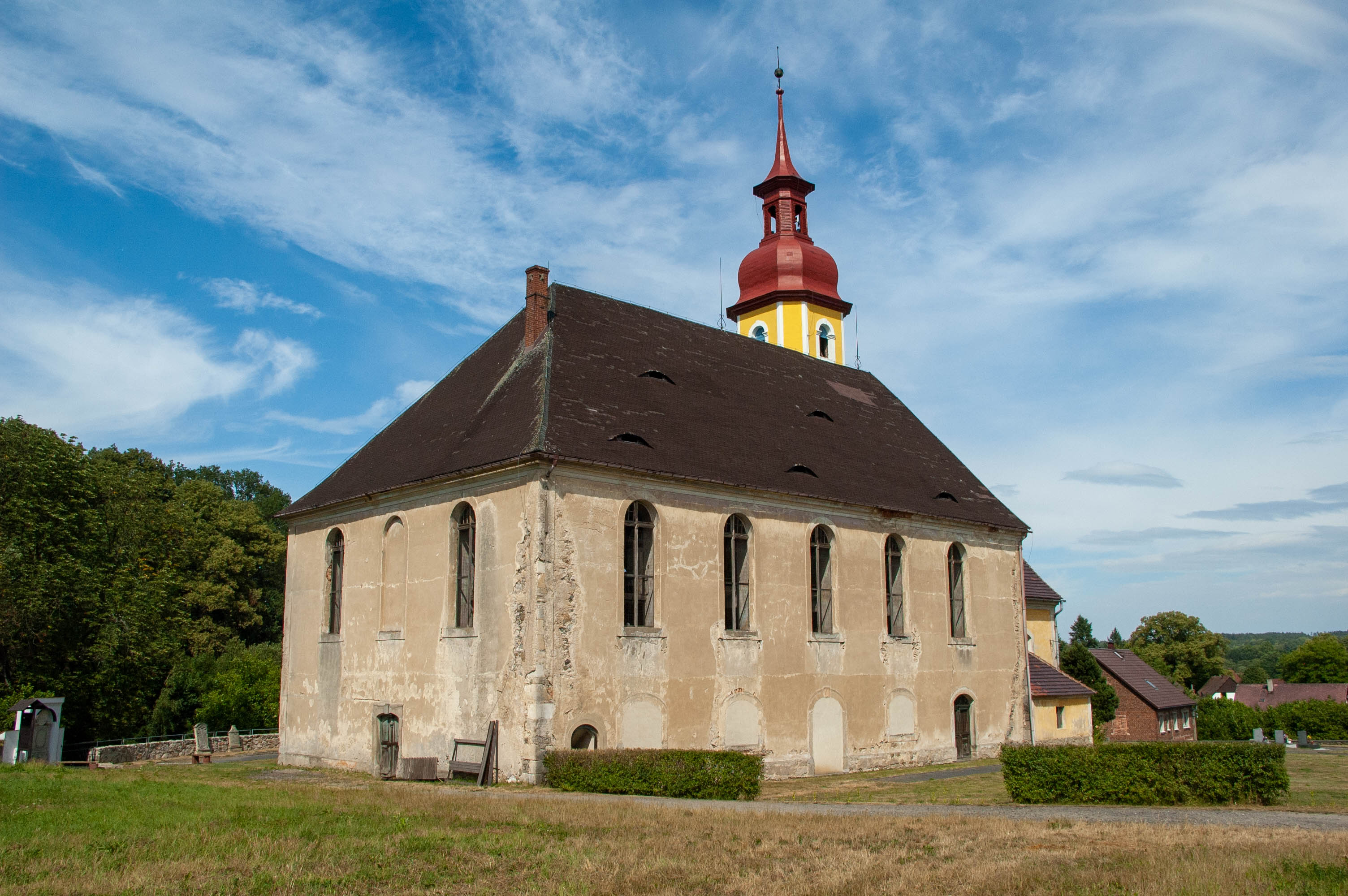
Église du Saint-Esprit.

## Transports
Par la route, Višňová se trouve à 8 km du centre de Frýdlant, à 30 km de Liberec et à 139 km de Prague.